# St. Nicholas Avenue

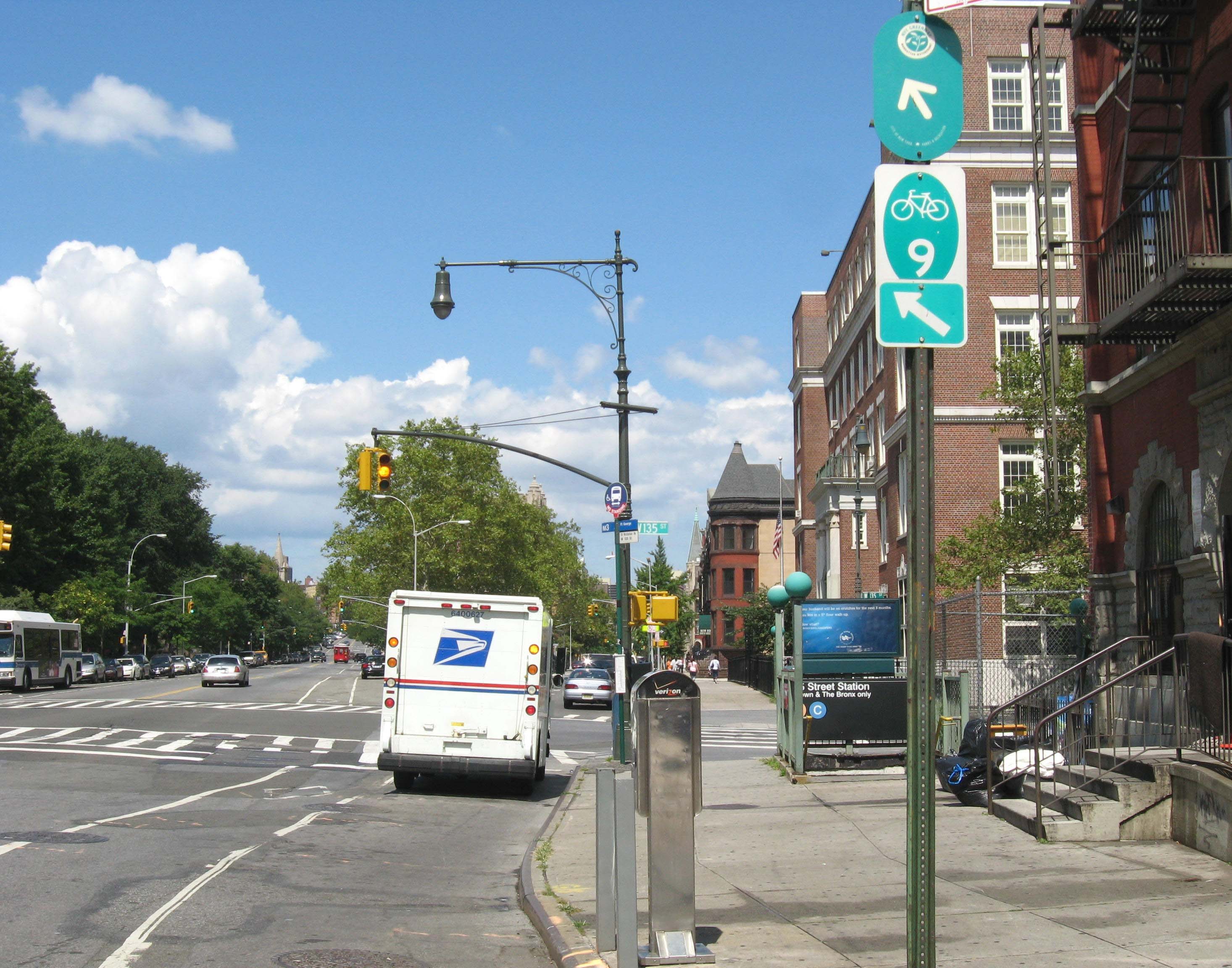
L'Avinguda és també la Ruta de Bicicleta Estatal de NY 9

St. Nicholas Avenue és una avinguda de New York que constitueix una de les principals vies de circulació del nord de Manhattan, entre el carrer 111 i el 193. L'avinguda travessa el barri de Harlem, i en separa dos dels tres districtes, Central Harlem i East Harlem. Escapant al Grid plan tradicional que ocupa la major part de l'illa, St. Nicholas Avenue és considerat com un eix nord/sud. Travessa també el barri de Washington Heights.